# Templo de San Juan de Dios (Ciudad de México)
El templo de San Juan de Dios es un edificio religioso de la Ciudad de México, ubicado en la zona centro de la misma.

## Historia
El predio en que están erigidos hoy el templo y el hospital inició como un simple almacén de harinas en la calzada México-Tacuba del cercano tianguis de San Hipólito ubicado en lo que después fue las plazuelas de Santa Clarita y Madrid y las cuadras entre ellas (aproximadamente las hoy calles de Zarco, Mina, Hidalgo y una calle hoy cerrada que se llamó "de Soto", hoy en medio de las oficinas del SAT). En 1582, en este predio fundó el doctor en medicina Pedro López un hospital que dedicó a la Epifanía para tratamiento de mestizos y mulatos. No mucho tiempo después añadió una casa de cuna, mudando la advocación a la de Nuestra Señora de los Desamparados, quedando él y sus descendientes como cabezas del patronazgo del mismo por cédula real. 
En 1602 el rey Felipe III otorgó otra cédula a fray Cristóbal Muñoz O.H. dándole permiso de fundar convento y hospital en Nueva España llevando a dieciséis compañeros, y otra más ordenándole al marqués de Montes Claros entregase el hospital del Espíritu Santo a la orden para que lo administrasen ellos. Esto aunque posible no fue realizado porque los hipólitos herederos de Bernardino Álvarez estaban llevando un buen trabajo y no había razón suficiente para desalojarlos, por lo que el virrey decidió mejor entregarles el hospital de los Desamparados. La operación se logró verificar por completo el 25 de febrero de 1604, no sin oposición de los descendientes de López que al fin tuvieron que aceptar la entrega. De aquí se verificaron varias fundaciones más de la orden en Nueva España, el resto de América y las Filipinas.
La iglesia original se demolió por su poco espacio y se reemplazó por otra dedicada en 1729. El 10 de marzo de 1766 fue víctima de un famoso y aparatoso incendio, que obligó a reconstruir la iglesia. Un terremoto en 1800 obligó a repararlo de nuevo.

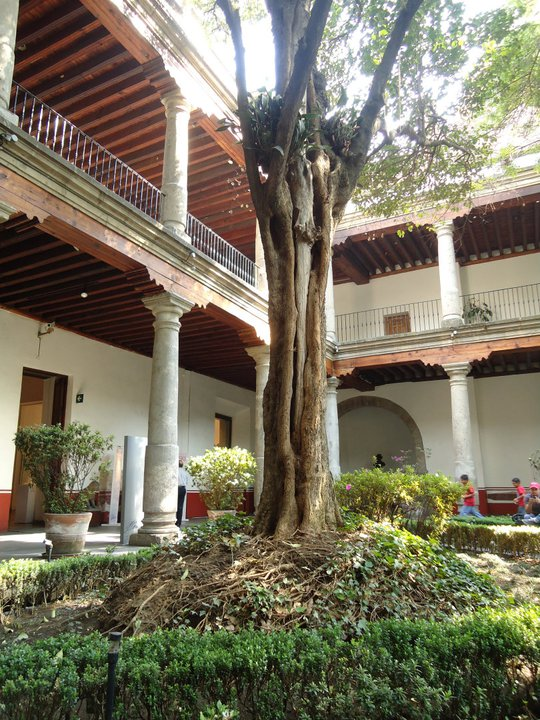
Patio del Hospital

Aunque la Orden Hospitalaria fue suprimida todavía bajo gobierno español en 1820, el local siguió funcionando como hospital civil hasta que por falta de fondos fue cerrado. Las monjas de la Enseñanza ocuparon brevemente el local, y tras desocuparlo se refundó el hospital por varias personas destacando Don Gaspar Ceballos, con atención a los enfermos de las hermanas de la Caridad. Durante el Imperio fue hospital de rameras y noviciado vicentino, pero volvió a su uso anterior. Continuó funcionando como tal hasta 1875 en que fueron exclaustradas, y si bien la iglesia continuó abierta al culto, el hospital pasó completamente a manos gubernamentales, estableciéndose el Hospital Morelos dedicado exclusivamente a mujeres con enfermedades venéreas.

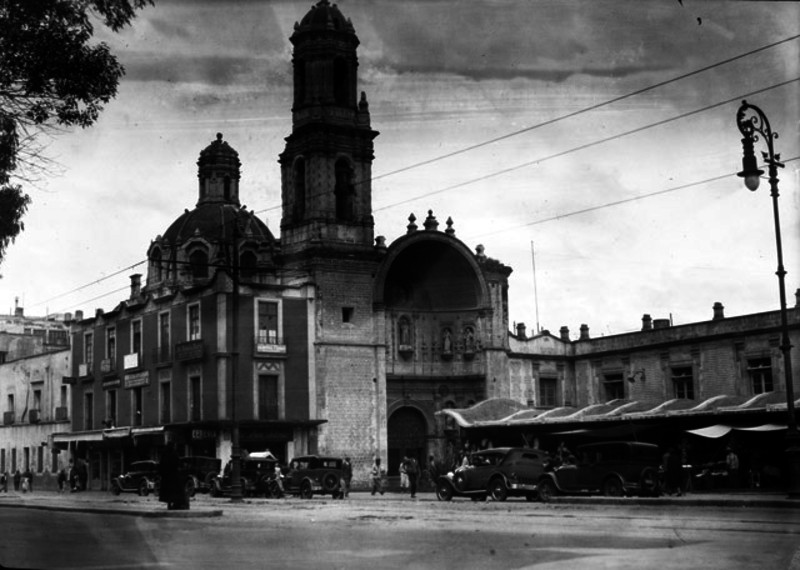
El conjunto en el siglo XX. Nótense las casas adosadas a la izquierda del templo.

La iglesia sufrió el saqueo carrancista que la usó después como imprenta, restaurándose al culto sólo hasta 1923. En 1968 fueron restaurados integralmente iglesia y hospital debido a las pobres condiciones que ya para entonces presentaban, incluyendo trabajos de pintura, escultura, envigado, estructuración y la demolición de unas casas en Av. Hidalgo que tenía el templo adosadas en su fachada sur. Al año siguiente Gustavo Díaz Ordaz firma un decreto declarando la extinción del hospital y su destino como nuevo museo de artesanías. Nuevas obras se llevaron a cabo en 1982 en ambas partes del inmueble para recimentarlo propiamente, y en 1986 fue inaugurado el local del hospital como museo Franz Mayer

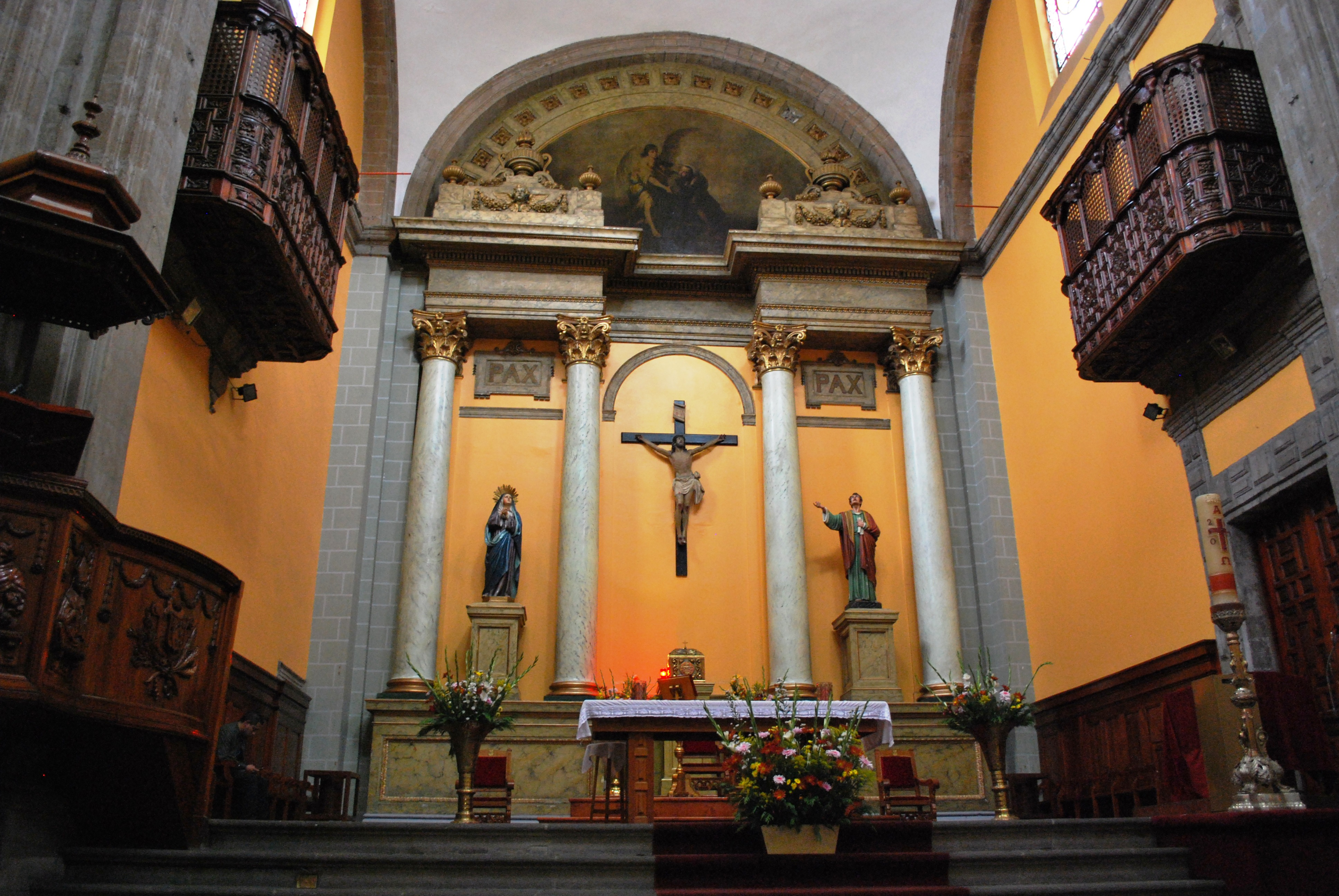
Interior.